# Hákarl

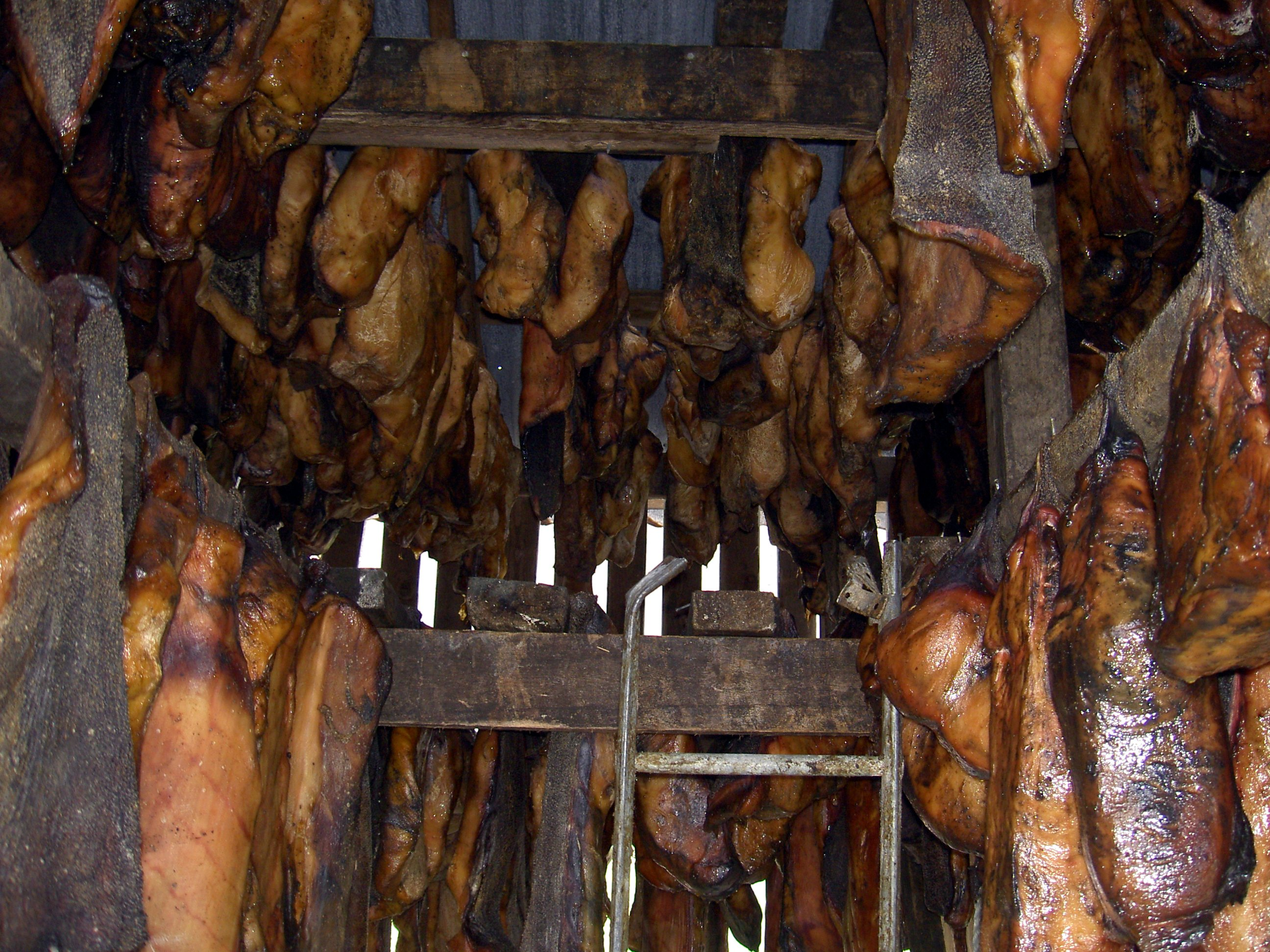
Hákarl islandés curándose.

El hákarl (pronunciación en islandés: /ˈhauːkʰartl̥/; abreviación de kæstur hákarl, 'tiburón fermentado') es un plato de la cocina islandesa a base de carne curada del tiburón peregrino o tiburón de Groenlandia. En Islandia se considera un manjar. La carne de estos tiburones comida sin preparar es tóxica debido a su alto contenido en urea y óxido de trimetilamina (OTM), para ser ingerido es necesario que pase por un proceso largo de elaboración. Cuando la carne está curada, posee un fuerte olor (incluso para los islandeses acostumbrados) que recuerda al amoníaco de algunos productos de limpieza.

## Procesado
El curado del hákarl tiene como finalidad eliminar la cantidad de ácido úrico en los tejidos, no obstante es un lento y largo proceso que comienza con el lavado y despiece del tiburón, del que se eliminan los órganos internos y la cabeza. Debido al fuerte olor que despide se suele excavar un hoyo en el suelo, algo alejado de las zonas habitadas y se entierra allí con piedras durante mes y medio si es verano o tres meses si es invierno. Tras esta operación se deja secar en un sitio oscuro y bien aireado durante tres o cuatro meses.

## Consumo
Se sirve generalmente cortado en cubitos de color marrón de uno o dos centímetros. Se trata, en parte, de un alimento de gusto adquirido que necesita de tiempo para acostumbrarse, se aconseja a los principiantes taparse la nariz cuando se ingiere un trozo para evitar así los fuertes olores cuando se acerca a la boca. Se suele servir con un aguardiente típico denominado brennivín.
Se encuentra de dos maneras: glerhákarl, carne rojiza y firme, proveniente del vientre; y skyrhákarl, carne blanca y blanda, proveniente del cuerpo.

## Alimentos similares
- Funazushi – Pescado en fermentación durante cuatro años, típico de la cocina japonesa.
- Gammelrochen – Raya fermentada típica en Islandia.
- Surströmming – Pescado tratado de diversas formas, típico de la cocina sueca.
- Pla Raa – Pescado fermentado y en salazón típico de la cocina tailandesa.